# Samba de Amigo
Samba de Amigo is een muziekspel ontwikkeld door Sonic Team en uitgegeven door Sega. Het spel kwam voor het eerst uit in december 1999 als arcadespel. Later werd het spel beschikbaar voor de spelcomputers Dreamcast in 2000 en Wii in 2008.
In het spel gebruiken de spelers controllers die de vorm hebben van Spaanse maraca's met het doel om de muziekpatronen op het scherm zo goed mogelijk na te spelen. De muziek in Samba de Amigo bestaat hoofdzakelijk uit populaire Latijns-Amerikaanse muziek, in tegenstelling tot de traditionele samba.

## Besturing

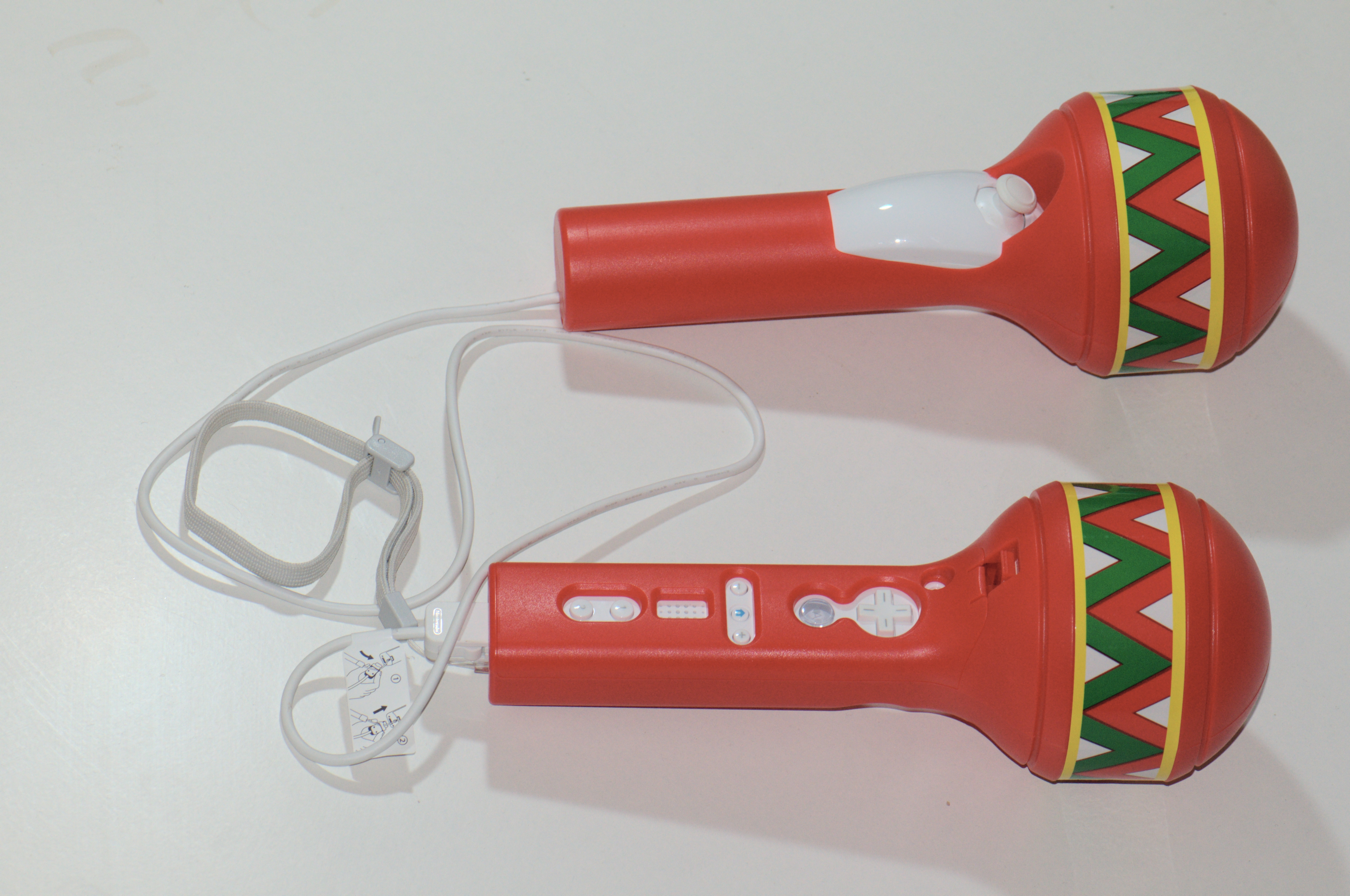
Speciale joysticks voor het spelen van Samba de Amigo op de Wii.

De speler heeft twee maracas, elk in één hand, en moet deze schudden op hoge, middel, of lage hoogte op de maat van de muziek. Soms zijn er ook poses die de speler moet aannemen. De speler wordt vertegenwoordigd door het karakter Amigo. Als de speler goed speelt verschijnen er meer mensen om hem heen en wordt het scherm levendiger.
De prestaties van de speler wordt beoordeeld op een schaal van A tot en met E. De speler begint met rang C en stijgt als deze goed speelt. Als de speler rang E heeft en verder verslechterd, dan is het spel voorbij.

## Amigo
Amigo is een oranje aap met een grote Mexicaanse hoed die graag met sambaballen speelt. Zijn naam betekent "vriend" in het Spaans. Amigo is een terugkerende mascotte van Sega, en verschijnt in diverse andere spellen.

## Spelstanden
- Arcade: De originele arcadeversie. Drie nummers ("Samba de Janeiro", "Tubthumping" en "Cup of Live") zijn beschikbaar wanneer de speler rang A uitspeelt, waarbij steeds een lied vrijgespeeld kan worden.
- Original: Deze modus is vergelijkbaar met de arcade-stand van de arcadeversie. De keuzes zijn allemaal nummers van Arcade-modus, en gedownloade nummers van het internet.
- Uitdaging: Er zijn diverse missies die men na elkaar moet uitspelen. Wanneer de speler slaagt krijgt deze nieuwe liedjes om zich ten slotte "Maraca Koning" mag noemen.
- Party: Multiplayer-stand, waarbij de Dreamcast een eventuele tweede speler nabootst. De bedoeling is om een andere speler weg te spelen, door het afnemen van de energiebalk. Er zijn ook vijf minispellen waarbij reactievermogen en spierkracht getraind kan worden.
- Training: Gelijkwaardig aan de Original-modus, zonder Game Over.
- Internet: Maakt een verbinding met de Samba de Amigo-website, waarbij nieuwe nummers gedownload kunnen worden, zoals "Open Your Heart", "Burning Hearts" (Japanse versie), "Dreams Dreams", maar ook hits als "After Burner" of het hoofdthema van "Rent-a-Hero".
- Opties: Tonen van alle records, geluidstest, geluidseffect voor de maracas in of uitschakelen, 60 hertz-modus.

## Muziek
De volgende muzieknummers zijn in de Dreamcast-versie inbegrepen:
- "Samba de Janeiro"
- "Tubthumping"
- "Mambo Beat"
- "Macarena" van Los del Río
- "Mas Que Nada" van Sérgio Mendes
- "Take on Me" van Reel Big Fish
- "La Bamba"
- "Tequila"
- "Soul Bossa Nova"
- "Love Lease"
- "The Theme of Inoki"
- "El Mambo"
- "El Ritmo Tropical"

- "The Cup of Life" van Ricky Martin
- "Living la Vida Loca"
- "Samba de Amigo"
- "Open Your Heart"
- "You Can Do Anything", Sonic
- Super Sonic Racing
- "Burning Hearts"
- "Dreams Dreams"
- "Magical Sound Shower", Out Run
- "After Burner", After Burner
- "Opa-Opa!"
- "Rent a Hero No.1"

## Ontvangst
De Dreamcast-versie van Samba de Amigo werd met positieve recensies ontvangen, waarbij een totaal van 89% werd behaald op Metacritic. Het Japanse tijdschrift Famitsu gaf het spel een score van 32 uit 40. Het spel werd geprezen om zijn unieke en verslavende spelervaring. Een kritiekpunt was dat het spel minder goed kon worden beleefd zonder de dure maraca-controllers.
De Wii-versie van Samba de Amigo ontving middelmatige tot positieve recensies. Eurogamer gaf het spel een score van 6 uit 10, met een kritiekpunt over de onnauwkeurige besturing.

## Prijzen
Samba de Amigo won de volgende prijzen:
- E3, Game Critics Awards: Best Puzzle/Trivia/Parlor Game (2000)
- GameSpot, Beste puzzelspel voor de spelconsole (2000)
- Eerste jaarlijkse spelontwikkelaars Choice Awards: genomineerd voor excellentie in muziek, en voor een Game Spotlight-prijs[5]